# Голден Глејдс (Флорида)
Голден Глејдс (енгл. Golden Glades) насељено је место без административног статуса у америчкој савезној држави Флорида.

## Демографија
По попису из 2010. године број становника је 33.145, што је 522 (1,6%) становника више него 2000. године.
| Група             | 2000.          | 2010.          |
| Белци             | 3.948 (12,1%)  | 2.334 (7,0%)   |
| Афроамериканци    | 21.299 (65,3%) | 24.141 (72,8%) |
| Азијати           | 592 (1,8%)     | 538 (1,6%)     |
| Хиспаноамериканци | 5.753 (17,6%)  | 6.134 (18,5%)  |
| Укупно            | 32.623         | 33.145         |